# نوومیخایلوفکا (استان آمور)
نوومیخایلوفکا (به لاتین: Novomikhaylovka) یک منطقهٔ مسکونی در روسیه است که در استان آمور واقع شده‌است.